# 細川元定
細川 元定（ほそかわ もとさだ）は、戦国時代から安土桃山時代にかけての武将。細川阿波守護家出身。

## 概要
天文5年（1536年）、細川政勝の子として誕生する。
天正3年（1575年）、織田信長に仕えて300石を与えられた。その後、細川信良の補佐として付属され、天正9年（1581年）2月28日の京都御馬揃えにも参加した。
天正10年（1582年）の本能寺の変後は浪人となって京都に寓居するが、天正19年（1591年）、豊臣秀吉に仕えて山城国愛宕郡に所領を与えられた。
文禄4年（1595年）1月5日、死去。享年59。
子孫は医師として江戸幕府に仕えた。